# Neurolyga angulosa
Neurolyga angulosa är en tvåvingeart som beskrevs av Jaschhof 2009. Neurolyga angulosa ingår i släktet Neurolyga, och familjen gallmyggor. Arten är reproducerande i Sverige.